# Élections législatives autrichiennes de 2013
Les élections législatives autrichiennes de 2013 (en allemand : Nationalratswahl in Österreich 2013) se sont tenues le 29 septembre 2013, afin d'élire les 183 députés de la 25e législature du Conseil national pour un mandat de cinq ans.
Le scrutin est remporté par le Parti social-démocrate d'Autriche (SPÖ), qui dirige le gouvernement fédéral depuis sept ans et réalise à cette époque son plus mauvais résultat depuis 1945. Le chancelier fédéral Werner Faymann assure son maintien au pouvoir en reconduisant la grande coalition qu'il constitue avec le Parti populaire autrichien (ÖVP).

## Contexte: la grande coalition
Aux élections législatives anticipées du 28 septembre 2008, le Parti social-démocrate d'Autriche (SPÖ), longtemps le plus grand parti du pays et revenu à la tête du gouvernement en 2006, remporte 29,3 % des voix, le plus mauvais score de son histoire. Il reste toutefois la première formation politique autrichienne avec 57 députés sur 183.
Son partenaire de coalition de l'époque, le Parti populaire autrichien (ÖVP), connaît les mêmes difficultés. Il tombe à 26 % des suffrages, pire encore que son plus bas historique de 26,9 %, atteint en 1999 et se contente alors de 51 parlementaires.
Ensemble, les deux partis au pouvoir disposent cependant d'une majorité encore confortable avec de 108 sièges au Conseil national, soit 26 de moins qu'au cours de la législature précédente.
Ils étaient suivis par le Parti de la liberté d'Autriche (FPÖ), la principale formation d'extrême droite. Il reçoit 17,5 % des voix et 34 élus. Derrière lui arrive l'Alliance pour l'avenir de l'Autriche (BZÖ), fondée en 2005 par des dissidents modérés du FPÖ qui souhaitaient alors maintenir la coalition qu'ils formaient avec l'ÖVP. Rassemblant 10,7 % des suffrages et 21 parlementaires, la BZÖ passe de justesse devant Les Verts - L'Alternative verte (Grünen), qui totalisent 10,4 % des voix et 20 sièges.
Alors qu'aucune majorité ne se dégage réellement, le Parti social-démocrate et le Parti populaire entreprennent de négocier en vue de reconstituer une « grande coalition ». Ce sont pourtant leurs désaccords, notamment sur la politique européenne, qui ont conduit à la tenue de ce scrutin anticipé. À cette occasion, l'ÖVP remplace son président et vice-chancelier sortant Wilhelm Molterer par le ministre fédéral de l'Agriculture Josef Pröll. Les discussions s'avèrent concluantes et le nouveau gouvernement est nommé dès le 2 décembre. Le ministre fédéral des Transports et président fédéral du SPÖ Werner Faymann est ainsi désigné chancelier fédéral, avec Pröll comme adjoint et ministre fédéral des Finances.
L'élection présidentielle du 25 avril 2010 est marquée par l'absence de candidat du Parti populaire. Le président fédéral Heinz Fischer, soutenu par le Parti social-démocrate dont il a été membre avant son élection à la tête de l'État, est réélu dès le premier tour avec plus de 73 % des suffrages exprimés. Il défait largement la candidate du FPÖ Barbara Rosenkranz, tandis que la participation atteint 53,6 % des inscrits.
Josef Pröll annonce le 13 avril 2011 qu'il démissionne de l'ensemble de ses fonctions pour raisons de santé. L'ÖVP en profite pour réaliser un remaniement ministériel touchant ses représentants au sein du cabinet fédéral. Le ministre fédéral des Affaires étrangères Michael Spindelegger le remplace alors à la tête du parti et comme adjoint au chef du gouvernement, tandis que Maria Fekter prend sa suite au ministère fédéral des Finances.
Au cours des élections législatives régionales du 3 mars 2013, le SPÖ s'impose avec 37,1 % des voix dans le Land de Carinthie, fief de feu la figure tutélaire de l'extrême droite Jörg Haider et du FPÖ.

## Mode de scrutin

Carte des neuf Länder.

L'Autriche est une république parlementaire dotée d'un Parlement bicaméral.
Sa chambre basse, le Conseil national (en allemand : Nationalrat), est composée de 183 députés élus pour cinq ans selon un mode de scrutin proportionnel de liste bloquées dans neuf circonscriptions, qui correspondent aux Länder, à raison de 7 à 36 sièges par circonscription selon leur population. Elles sont ensuite subdivisées en un total de 43 circonscriptions régionales.
Le seuil électoral est fixé à 4 % ou un siège d'une circonscription régionale.  La répartition se fait à la méthode de Hare au niveau régional puis suivant la méthode d'Hondt au niveau fédéral.
Bien que les listes soit bloquées, interdisant l'ajout de noms n'y figurant pas, les électeurs ont la possibilité d'exprimer une préférence pour un maximum de trois candidats, permettant à ces derniers d'être placés en tête de liste pour peu qu'ils totalisent un minimum de 14 %, 10 % ou 7 % des voix respectivement au niveau régional, des Länder, et fédéral.
Le vote, non obligatoire, est possible à partir de l'âge de 16 ans.

## Campagne

### Partis et têtes de liste
| Parti | Parti                                                                          | Idéologie                                                      | Tête de liste                          | Score en 2008              |
| ----- | ------------------------------------------------------------------------------ | -------------------------------------------------------------- | -------------------------------------- | -------------------------- |
|       | Parti social-démocrate d'Autriche (SPÖ) Sozialdemokratische Partei Österreichs | Centre gauche Social-démocratie, progressisme                  | Werner Faymann (Chancelier fédéral)    | 29,3 % des voix 57 députés |
|       | Parti populaire autrichien (ÖVP) Österreichische Volkspartei                   | Centre droit Démocratie chrétienne, conservatisme, libéralisme | Michael Spindelegger (Vice-chancelier) | 26,0 % des voix 51 députés |
|       | Parti de la liberté d'Autriche (FPÖ) Freiheitliche Partei Österreichs          | Extrême droite Nationalisme, conservatisme, populisme          | Heinz-Christian Strache                | 17,5 % des voix 34 députés |
|       | Alliance pour l'avenir de l'Autriche (BZÖ) Bündnis Zukunft Österreich          | Extrême droite Conservatisme, libéralisme, populisme           | Josef Bucher                           | 10,7 % des voix 21 députés |
|       | Les Verts - L'Alternative verte (Grüne) Die Grünen – Die Grüne Alternative     | Centre gauche Écologie, progressisme                           | Eva Glawischnig-Piesczek               | 10,4 % des voix 20 députés |
|       | Team Stronach (TS) Team Stronach für Österreich                                | Droite Euroscepticisme, libéralisme, populisme                 | Frank Stronach                         | Parti créé en 2012         |

### Sondages
| Agence/Source                           | Date       | SPÖ            | ÖVP        | FPÖ  | Verts | Stronach | BZÖ   | NEOS  |     |     |
| --------------------------------------- | ---------- | -------------- | ---------- | ---- | ----- | -------- | ----- | ----- | --- | --- |
| Agence/Source                           | Date       | Gallup/Neos.eu | 2013-09-23 | 27 % | 23 %  | 21 %     | 14 %  | 6 %   | 3 % | 4 % |
| OGM/Kurier                              | 2013-09-21 | 27 %           | 22 %       | 21 % | 14 %  | 6 %      | 4 %   | 4 %   |     |     |
| Market/Der Standard                     | 2013-09-20 | 26 %           | 23 %       | 19 % | 15 %  | 7 %      | 4 %   | 3 %   |     |     |
| Gallup/Österreich                       | 2013-09-20 | 27 %           | 23 %       | 20 % | 14 %  | 7 %      | 2.5 % | 3.5 % |     |     |
| Karmasin/Heute                          | 2013-09-20 | 27 %           | 23 %       | 21 % | 14 %  | 7 %      | 2 %   | 3 %   |     |     |
| Hajek/ATV                               | 2013-09-19 | 27 %           | 23 %       | 20 % | 15 %  | 7 %      | 3 %   | 3 %   |     |     |
| Meinunungsraum/Neos.eu                  | 2013-09-19 | 28 %           | 24 %       | 19 % | 15 %  | 7 %      | 2 %   | 4 %   |     |     |
| Market/Standard                         | 2013-09-15 | 26 %           | 22 %       | 20 % | 15 %  | 9 %      | 3 %   | 2 %   |     |     |
| Spectra/Oberösterreichische Nachrichten | 2013-09-14 | 26 %           | 23 %       | 20 % | 13 %  | 9 %      | 4 %   | 1,5 % |     |     |
| Karmasin/Profil                         | 2013-09-14 | 28 %           | 25 %       | 20 % | 15 %  | 6 %      | 2 %   | 3 %   |     |     |
| Gallup/Österreich                       | 2013-09-13 | 28 %           | 25 %       | 20 % | 15 %  | 7 %      | 1 %   | 3 %   |     |     |
| Gallup/Österreich                       | 2013-09-06 | 28 %           | 24 %       | 19 % | 15 %  | 8 %      | 2 %   | 2 %   |     |     |
| OGM/Kurier                              | 2013-08-31 | 27 %           | 24 %       | 20 % | 15 %  | 7 %      | 3 %   | 2 %   |     |     |
| Karmasin/Profil                         | 2013-08-31 | 28 %           | 24 %       | 20 % | 15 %  | 7 %      | 2 %   | 1 %   |     |     |
| Market/Standard                         | 2013-08-30 | 26 %           | 22 %       | 19 % | 16 %  | 9 %      | 3 %   | 2 %   |     |     |
| Gallup/Österreich                       | 2013-08-30 | 28 %           | 23 %       | 19 % | 15 %  | 9 %      | 2 %   | 2 %   |     |     |
| Meinungsraum/NEWS                       | 2013-08-29 | 27 %           | 24 %       | 19 % | 14 %  | 8 %      | 2 %   | 3 %   |     |     |
| Spectra/Vorarlberger Nachrichten        | 2013-08-24 | 27 %           | 25 %       | 19 % | 14 %  | 7 %      | 3 %   | -     |     |     |
| Gallup/Österreich                       | 2013-08-23 | 28 %           | 24 %       | 18 % | 15 %  | 9 %      | 2 %   | 2 %   |     |     |
| Karmasin/Heute                          | 2013-08-23 | 28 %           | 25 %       | 20 % | 15 %  | 7 %      | 1 %   | 2 %   |     |     |
| Market/Standard                         | 2013-08-15 | 26 %           | 24 %       | 18 % | 15 %  | 9 %      | 3 %   | 2 %   |     |     |
| IMAS/Kronen Zeitung                     | 2013-08-10 | 27 %           | 25 %       | 20 % | 13 %  | 9 %      | 3 %   | -     |     |     |
| Karmasin/Profil                         | 2013-08-10 | 28 %           | 25 %       | 18 % | 16 %  | 7 %      | 3 %   | -     |     |     |
| Gallup/Österreich                       | 2013-08-09 | 28 %           | 25 %       | 17 % | 16 %  | 8 %      | 2 %   | 2 %   |     |     |
| Meinungsraum/Neos.eu                    | 2013-08-08 | 26 %           | 24 %       | 20 % | 13 %  | 9 %      | 2 %   | -     |     |     |

## Résultats

### Résultats nationaux
|                           |                                            |           |       |      |        |               |  |  |  |  |  |  |  |  |
| Parti                     | Parti                                      | Voix      | %     | +/-  | Sièges | +/-           |  |  |  |  |  |  |  |  |
|                           | Parti social-démocrate d'Autriche (SPÖ)    | 1 258 605 | 26,82 | 2,44 | 52     | 5             |  |  |  |  |  |  |  |  |
|                           | Parti populaire autrichien (ÖVP)           | 1 125 876 | 23,99 | 1,99 | 47     | 4             |  |  |  |  |  |  |  |  |
|                           | Parti de la liberté d'Autriche (FPÖ)       | 962 313   | 20,51 | 2,97 | 40     | 6             |  |  |  |  |  |  |  |  |
|                           | Les Verts - L'Alternative verte (Grüne)    | 582 657   | 12,42 | 1,99 | 24     | 4             |  |  |  |  |  |  |  |  |
|                           | Team Stronach (TS)                         | 268 679   | 5,73  | Nv.  | 11     | 11            |  |  |  |  |  |  |  |  |
|                           | NEOS - La Nouvelle Autriche (NEOS)         | 232 946   | 4,96  | Nv.  | 9      | 9             |  |  |  |  |  |  |  |  |
|                           | Alliance pour l'avenir de l'Autriche (BZÖ) | 165 746   | 3,53  | 7,17 | 0      | 21            |  |  |  |  |  |  |  |  |
|                           | Parti communiste d'Autriche (KPÖ)          | 48 175    | 1,03  | 0,27 | 0      | en stagnation |  |  |  |  |  |  |  |  |
|                           | Parti pirate (PPÖ)                         | 36 265    | 0,77  | Nv.  | 0      | en stagnation |  |  |  |  |  |  |  |  |
|                           | Parti chrétien d'Autriche (CPÖ)            | 6 647     | 0,14  | 0,50 | 0      | en stagnation |  |  |  |  |  |  |  |  |
|                           | Le changement (WANDL)                      | 3 051     | 0,07  | Nv.  | 0      | en stagnation |  |  |  |  |  |  |  |  |
|                           | Parti de la gauche socialiste (SLP)        | 947       | 0,02  | Nv.  | 0      | en stagnation |  |  |  |  |  |  |  |  |
|                           | Parti de la sortie de l'UE (EUAUS)         | 510       | 0,01  | Nv.  | 0      | en stagnation |  |  |  |  |  |  |  |  |
|                           | Parti des hommes (M)                       | 490       | 0,01  | Nv.  | 0      | en stagnation |  |  |  |  |  |  |  |  |
|                           |                                            |           |       |      |        |               |  |  |  |  |  |  |  |  |
| Suffrages exprimés        | Suffrages exprimés                         | 4 692 907 | 98,13 |      |        |               |  |  |  |  |  |  |  |  |
| Votes blancs et invalides | Votes blancs et invalides                  | 89 503    | 1,87  |      |        |               |  |  |  |  |  |  |  |  |
| Total                     | Total                                      | 4 782 410 | 100   | –    | 183    | en stagnation |  |  |  |  |  |  |  |  |
| Abstentions               | Abstentions                                | 1 601 898 | 25,09 |      |        |               |  |  |  |  |  |  |  |  |
| Inscrits/Participation    | Inscrits/Participation                     | 6 384 308 | 74,91 |      |        |               |  |  |  |  |  |  |  |  |

### Résultats par Länder

#### Résumé
| Land           | SPÖ            | SPÖ  | ÖVP  | ÖVP  | FPÖ  | FPÖ  | Grünen | Grünen | TS   | TS  | NEOS | NEOS | BZÖ  | BZÖ  |     |
| Land           | %              | +/-  | %    | +/-  | %    | +/-  | %      | +/-    | %    | +/- | %    | +/-  | %    | +/-  |     |
| -------------- | -------------- | ---- | ---- | ---- | ---- | ---- | ------ | ------ | ---- | --- | ---- | ---- | ---- | ---- | --- |
| Land           | Basse-Autriche | 27,6 | 2,8  | 30,6 | 1,6  | 18,8 | 0,7    | 9,6    | 1,5  | 4,7 | Nv.  | 4,5  | Nv.  | 2,7  | 3,7 |
| Burgenland     | 37,3           | 2,8  | 26,8 | 2,3  | 17,4 | 1,2  | 6,8    | 1,1    | 5,9  | Nv. | 2,8  | Nv.  | 2,0  | 3,3  |     |
| Carinthie      | 32,4           | 4,3  | 15,2 | 0,7  | 17,9 | 10,3 | 11,8   | 4,9    | 6,9  | Nv. | 3,7  | Nv.  | 10,8 | 27,7 |     |
| Haute-Autriche | 27,2           | 3,3  | 25,4 | 1,4  | 21,4 | 2,4  | 12,2   | 2,2    | 4,8  | Nv. | 3,4  | Nv.  | 3,5  | 5,6  |     |
| Salzbourg      | 23,0           | 0,8  | 26,7 | 2,4  | 21,2 | 3,6  | 14,8   | 3,0    | 5,2  | Nv. | 4,6  | Nv.  | 3,2  | 9,0  |     |
| Styrie         | 23,8           | 5,5  | 20,9 | 5,2  | 24,0 | 6,7  | 10,6   | 2,1    | 10,0 | Nv. | 3,9  | Nv.  | 3,9  | 9,3  |     |
| Tyrol          | 18,3           | 0,3  | 32,3 | 1,2  | 19,4 | 2,4  | 15,2   | 4,1    | 5,6  | Nv. | 4,9  | Nv.  | 3,0  | 6,7  |     |
| Vienne         | 31,6           | 3,1  | 14,5 | 2,2  | 20,6 | 0,1  | 16,4   | 0,5    | 3,9  | Nv. | 7,6  | Nv.  | 2,4  | 2,4  |     |
| Vorarlberg     | 13,1           | 1,0  | 26,3 | 5,0  | 20,2 | 4,1  | 17,0   | 0,2    | 5,3  | Nv. | 13,1 | Nv.  | 2,4  | 10,4 |     |

### Analyse
Alors que le SPÖ et l'ÖVP réalisent leurs plus mauvais résultats depuis 1945, le FPÖ est en progression et les Verts réalisent le meilleur score de leur histoire.

#### Analyse sociologique
| Catégorie                                                         | SPÖ  | ÖVP  | FPÖ  | Grünen | TS   | NEOS | BZÖ | Autres |
| ----------------------------------------------------------------- | ---- | ---- | ---- | ------ | ---- | ---- | --- | ------ |
| Catégorie                                                         |      |      |      |        |      |      |     |        |
| Sexe                                                              |      |      |      |        |      |      |     |        |
| Hommes                                                            | 22 % | 19 % | 28 % | 10 %   | 8 %  | 5 %  | 4 % | 4 %    |
| Femmes                                                            | 29 % | 29 % | 16 % | 13 %   | 4 %  | 5 %  | 3 % | -      |
| Âge                                                               |      |      |      |        |      |      |     |        |
| Moins de 29 ans                                                   | 20 % | 21 % | 22 % | 21 %   | 5 %  | 6 %  | 2 % | 5 %    |
| 30-59 ans                                                         | 25 % | 22 % | 24 % | 11 %   | 7 %  | 6 %  | 3 % | 2 %    |
| Plus de 60 ans                                                    | 33 % | 30 % | 18 % | 5 %    | 5 %  | 3 %  | 5 % | 1 %    |
| Âge et sexe                                                       |      |      |      |        |      |      |     |        |
| Hommes de moins de 29 ans                                         | 16 % | 17 % | 30 % | 16 %   | 7 %  | 4 %  | 2 % | 8 %    |
| Hommes entre 30-59 ans                                            | 21 % | 19 % | 29 % | 10 %   | 9 %  | 6 %  | 5 % | 2 %    |
| Hommes de plus de 60 ans                                          | 35 % | 23 % | 24 % | 4 %    | 5 %  | 3 %  | 5 % | 1 %    |
| Femmes de moins de 29 ans                                         | 24 % | 27 % | 9 %  | 27 %   | 1 %  | 8 %  | 3 % | -      |
| Femmes entre 30-59 ans                                            | 30 % | 26 % | 18 % | 13 %   | 5 %  | 6 %  | 2 % | 0 %    |
| Femmes de plus de 60 ans                                          | 32 % | 36 % | 14 % | 6 %    | 4 %  | 2 %  | 6 % | 1 %    |
| Statut                                                            |      |      |      |        |      |      |     |        |
| Ouvrier                                                           | 24 % | 18 % | 33 % | 5 %    | 10 % | 3 %  | 5 % | 3 %    |
| Employé                                                           | 26 % | 19 % | 25 % | 15 %   | 4 %  | 6 %  | 4 % | 2 %    |
| Indépendant                                                       | 5 %  | 35 % | 18 % | 12 %   | 13 % | 13 % | 3 % | 2 %    |
| Retraité                                                          | 34 % | 31 % | 17 % | 6 %    | 5 %  | 2 %  | 4 % | 1 %    |
| Études                                                            |      |      |      |        |      |      |     |        |
| École obligatoire                                                 | 34 % | 23 % | 15 % | 8 %    | 9 %  | 5 %  | 4 % | 2 %    |
| Apprentissage                                                     | 28 % | 20 % | 35 % | 5 %    | 4 %  | 3 %  | 3 % | 2 %    |
| BMS                                                               | 24 % | 34 % | 21 % | 14 %   | 4 %  | 2 %  | 0 % | 1 %    |
| Baccalauréat                                                      | 19 % | 21 % | 19 % | 19 %   | 7 %  | 10 % | 4 % | 2 %    |
| Université                                                        | 9 %  | 29 % | 4 %  | 30 %   | 5 %  | 12 % | 7 % | 4 %    |
| Situation de l'Autriche depuis 2008                               |      |      |      |        |      |      |     |        |
| Évolution positive                                                | 43 % | 29 % | 9 %  | 9 %    | 3 %  | 3 %  | 3 % | 1 %    |
| Évolution négative                                                | 15 % | 16 % | 35 % | 9 %    | 11 % | 6 %  | 5 % | 3 %    |
| Pas de changement                                                 | 25 % | 26 % | 20 % | 14 %   | 4 %  | 6 %  | 3 % | 2 %    |
| Réaction à la crise économique et à la crise du marché du travail |      |      |      |        |      |      |     |        |
| L'Autriche a bien réagit                                          | 30 % | 26 % | 17 % | 14 %   | 4 %  | 5 %  | 2 % | 2 %    |
| L'Autriche a mal réagit                                           | 20 % | 19 % | 37 % | 6 %    | 8 %  | 2 %  | 5 % | 2 %    |
| L'UE a bien réagit                                                | 26 % | 32 % | 8 %  | 18 %   | 3 %  | 8 %  | 2 % | 3 %    |
| L'UE a mal réagit                                                 | 25 % | 17 % | 33 % | 7 %    | 8 %  | 3 %  | 4 % | 2 %    |
| L'Autriche et l'UE ont bien réagit                                | 27 % | 30 % | 9 %  | 18 %   | 3 %  | 8 %  | 2 % | 3 %    |
| L'Autriche a bien réagit et l'UE mal                              | 31 % | 19 % | 27 % | 8 %    | 7 %  | 4 %  | 3 % | 2 %    |
| L'Autriche et l'UE ont mal réagit                                 | 18 % | 17 % | 40 % | 5 %    | 9 %  | 3 %  | 5 % | 3 %    |

#### Transferts de vote
| Vote en 2008 | SPÖ  | ÖVP  | FPÖ  | Grünen | TS   | NEOS | BZÖ  | Autres | Abstention |
| ------------ | ---- | ---- | ---- | ------ | ---- | ---- | ---- | ------ | ---------- |
| Vote en 2008 |      |      |      |        |      |      |      |        | Abstention |
| SPÖ          | 72 % | 2 %  | 4 %  | 3 %    | 3 %  | 2 %  | 1 %  | 1 %    | 12 %       |
| ÖVP          | 3 %  | 73 % | 3 %  | 4 %    | 3 %  | 5 %  | 2 %  | 1 %    | 6 %        |
| FPÖ          | 5 %  | 4 %  | 69 % | 3 %    | 5 %  | 2 %  | 2 %  | 1 %    | 9 %        |
| BZÖ          | 11 % | 4 %  | 33 % | 7 %    | 13 % | 4 %  | 12 % | 1 %    | 15 %       |
| Grünen       | 4 %  | 3 %  | 1 %  | 63 %   | 3 %  | 11 % | 2 %  | 2 %    | 11 %       |
| Autres       | 8 %  | 12 % | 14 % | 18 %   | 9 %  | 12 % | 5 %  | 12 %   | 11 %       |
| Abstention   | 2 %  | 2 %  | 4 %  | 2 %    | 2 %  | 2 %  | 1 %  | 1 %    | 85 %       |